# 星空娱动
星空娱动，全称北京星空娱动科技有限公司，是中国大陆的一家游戏相关的公司，于2004年成立，2009年关闭。

## 历史
2004年，由于《秘密潜入2》的被封杀和违禁销售，导致阳光娱动报审的游戏基本上过不了，因此阳光娱动转变成星空娱动。
2006年，《无冬之夜2》上市后，星空娱动进行代理。并获得不错的销量。
2008年4月，星空娱动进行大裁员。
2009年，星空娱动代理《圣域2：堕落天使》，但是由于《圣域2》的销量惨淡，最终星空娱动关闭。

## 旗下游戏
- 《圣域》
- 《圣域：魔都魅影》
- 《灰鹰—暗黑元素之神殿》
- 《虚幻竞技场2004》（2005年1月）
- 《过山车大亨3》
- 《过山车大亨3：水上乐园》
- 《过山车大亨3：野生动物园》
- 《战争行为：直接行动》（2005年7月25日）
- 《龙与地下城：恶魔之石》
- 《运输大亨》（2006年1月13日）
- 《龙与地下城：地下城主（英语：Dungeon Lords）》（2006年2月）
- 《龙与地下城：龙晶（英语：Dungeons & Dragons: Dragonshard）》（2006年3月）
- 《战争行为：严重叛国》（2006年8月）
- 《暗星一号》
- 《无冬之夜2》
- 《无冬之夜2：泽希尔的风暴》
- 《无冬之夜2：背叛者的面具》
- 《模拟城市大亨：纽约》
- 《赏金奇兵2：库珀的复仇（英语：Desperados 2: Cooper's Revenge）》
- 《圣域2：堕落天使》（2009年1月15日）